# Championnat maghrébin des clubs féminin de basket-ball
Le Championnat maghrébin des clubs de basket-ball féminin  est une compétition sportive organisée par l'UMBB et réunissant les clubs maghrébins de basket-ball féminins, apparue pour la première fois lors de la saison 2012-2013.

## Palmarès
| édition                       | Lieu                        | Vainqueur                      | Finaliste                         | Score |
| ----------------------------- | --------------------------- | ------------------------------ | --------------------------------- | --- |
| 1er - Du 2 Au 8 avril 1987    | Tunis                       | ASUC EPAU El Harrach           | poule unique de 4 clubs           | - ASUC EPAU / Stade tunisien : 77-51 - ASUC EPAU / Meknès : 56-51 - ASUC EPAU / ESTunis 55-51 - Classement : 1er- ASUC/EPAU |
| 2é - Du 26 Au 28 janvier 1988 | Alger (salle harcha hacene) | ASUC EPAU El Harrach           | poule unique de 3 équipes         | - IRB/ECTA / Stade tunisien : 40-48 - IRB/ECTA / ASUC EPAU : 55-73 - ASUC EPAU / Stade Tunisien : 72-71                     |
| 2013                          | Alger                       | CS de la police de circulation | Groupement Sportif des Pétroliers | 64-59 |
| 2014                          |                             |                                |                                   | - |

## édition 1987
- La Premiére édition du championnat Maghrébin de basket ball féminines des clubs champios s'été dérouler a Tunis  Tunisie du 2 au 8 avril 1987 avec la participations de quatre équipes : L'ESTunis  , L'ASUC- EPAU d'EL-Harrach  Algérie , le Stade Tunisien  Tunisie et le club Marocain de Meknès  Maroc . les universiteurs de L'EPAU d'El-Harrach  Algérie ont remportées leurs trois victoires devant le CODMeknès  Maroc par (56à51) , le Stade Tunisien  Tunisie par (77à51) et enfin  L'ESTunis  Tunisie sur le score de (55 à 51) , mi-temps (27à27) , * L'éfféctif de L'EPAU  Algérie est :- Mahgoun Saliha , Mahgoun Karima , Nedaf Fouzia , Slimani Zohra , Soussi Faiza , Nouda Yasmina , Djoudi Firouz , Yahiaoui Saida , Benderradji Noura , Habili Radia , Tamoud Nadia , Grim Nacèra , Sadeg Kheira et Arroudj Soumia . * Source [3]

### édition 1988
- la deuxiéme édition du championnat maghrébines des clubs féminines de basket-ball s'est déroulée à la salle harcha hacène à Alger du mardi 26 au jeudi 28 janvier 1988 .
- Résultats :
- 1er journée : mardi 26 janvier 1988 .
- Stade Tunisien  Tunisie bat IRBina Alger  Algérie (48-40) .
- 2é journée : mercredi 27 janvier 1988 .
- EPAU D'El-Harrach  Algérie bat IRBina Alger  Algérie (73-55) .
- 3é journée : jeudi 28 janvier 1988 : salle archi-comble , arbitrage tatillon de mm: Benmeridja  Algérie et Benchouk  Tunisie , mi-temps (38-38) , expulsions de cinq fautes : Slimani  et Dih  (EPAU) , Bechraoui  et Megdad  coté tunisen .
- EPAU D'El-Harrach  Algérie bat Stade Tunisien  Tunisie (72-71) .
- Classement Final :
- 1er - EPAU D'El-Harrach  Algérie 4pts - 2j -2g ,, pp: 145; pc :116 (+ 29) .
- 2é - Stade Tunisien  Tunisie 3pts ,  2j , ,  1g ,  1p , pp 119 ,  pc 112 (diff ; +7) .
- 3é - IRBina Alger  Algérie 2pts , 2 j ,, 00 g ,, 2p ,, pp 95 ,, pc : 121 (- 26)
- effectifs :
- EPAU - El Harrach   Algérie :
- Habili 1 , Mouda , Tamoud (meilleur joueuse) , Grim , Habili 2 , Aknouche , Souci Arroudj , Ihadaden , Slimani Kedari , Dih . * Entraineurs : Djenouni et Bentahar .
- Stade Tunisien   Tunisie :
- Mekdad (buteuse) , Rezki 1 , Chadji , Rabhi , Bechraoui 1 , Bechraoui 2 , Abadi , Benmahmoud (cap) , Rezki 2 , Zerouk Chouchane , Arab . * Entraineur : Al Ayadi .
- IRBina Alger   Algérie  :
- Azki , Belhcène , Chellali , Yahiaoui , Hamrit , Laaraoui , Neddef , Bouzelmat , Belloucif , Hadj Hammou  , Seddara , Youcef Ali .
- Source [4]